# Šentpavel pri Domžalah
Šentpavel pri Domžalah je naselje v Občini Domžale.
Arheološke izkopanine rimske vile in mozaika pričajo o poseljenosti kraja že v rimski dobi. Vila in mozaik sta bila zgrajena v obdobju okoli leta 400 našega štetja. Pisni viri, ki govorijo o Šentpavlu, segajo v leto 1374, ko se omenja skupaj z dvorom v Dragomlju.